# Crisanto Moreira da Rocha
Crisanto Moreira da Rocha (Fortaleza, 22 de julho de 1905 — Brasília, abril de 1975) foi um médico e político brasileiro. Exerceu o mandato de deputado federal constituinte pelo Ceará em 1946. Teve uma filha do casamento com Neli Moreira da Rocha.

## Carreira na Medicina
Filho de Amália Serpa Moreira da Rocha e do médico Manoel Moreira da Rocha, fundador do Partido Democrático do Ceará, estudou no Liceu do Ceará e no Colégio Salesiano Santa Rosa, em Niterói, Rio de Janeiro, e continuou na então capital do Brasil ao ingressar na Faculdade de Medicina da Universidade do Rio de Janeiro. Foi presidente do Centro Acadêmico Júlio Prestes em 1930 e se formou em 1929, especializando-se na área de oftalmologia.
Foi membro do quadro clínico do Ministério da Educação e Saúde, trabalhou como químico no Serviço de Fiscalização do Leite no Rio de Janeiro e em Fortaleza, foi médico do Instituto Benjamin Constant e também diretor da Policlínica de Copacabana. Também foi integrante da Sociedade Brasileira de Oftalmologia e publicou artigos sobre medicina e política.

## Carreira na Política
Entrou para a política em 1945, quando nas eleições de dezembro foi eleito deputado federal à Assembleia Nacional Constituinte pelo Partido Social Democrático (PSD). Atuou nos trabalhos constituintes e, depois, exerceu seu mandato ordinário, sendo membro da Comissão Permanente de Saúde Pública. Se candidatou para a reeleição em 1950 e, ainda no PSD, obteve uma suplência.
Saiu do Congresso Nacional em janeiro de 1951 e retornou em maio, para ocupar uma cadeira de suplente, ficando até dezembro. Voltou à Câmara de maio de 1952 até março de 1953 e, por fim, a partir de abril de 1953. Dessa vez pela legenda das Oposições Coligadas -- reunião da União Democrática Nacional (UDN), Partido Republicano (PR) e Partido Trabalhista Brasileiro (PTB) -- conseguiu se eleger deputado federal pelo Ceará em outubro de 1954. Foi reeleito em 1958 pela Coligação Democrática, que unia o Partido Trabalhista Nacional (PTN), a União Democrática Nacional (UDN), o Partido de Representação Popular (PRP), o Partido Republicano (PR) e o Partido Social Progressista (PSP). Durante este mandato fez parte da Comissão de Relações Exteriores.
Foi mais uma vez candidato em outubro de 1962. Pelo PTB, conseguiu uma suplência e ocupou uma cadeira de abril a maio de 1963 e a partir de março de 1964. Após o golpe militar de 31 de março de 1964, que extinguiu os partidos políticos existentes com o Ato Institucional nº 2 e definiu a política do bipartidarismo, ele se filiou ao Movimento Democrático Brasileiro (MDB), que fazia oposição ao regime.
Se candidatou a senador nas eleições de outubro de 1966 e não foi eleito. Deixou o Congresso Nacional de maneira definitiva em janeiro de 1967. Também foi diretor do jornal Folha do Povo, de Fortaleza, presidente do Centro Cearense no Rio de Janeiro e conselheiro da Casa do Estudante do Brasil.

Seu pai, Manoel Moreira da Rocha, foi deputado federal entre os anos de 1912 e 1923 e, depois, entre 1927 e 1930. Seus irmãos também fizeram carreira política. Péricles Moreira da Rocha foi deputado estadual, enquanto Acrísio Moreira da Rocha foi interventor do Ceará em 1946 e prefeito nomeado de Fortaleza.